# Chiesa dell'Arciconfraternita Estaurita del Santissimo Sacramento
La chiesa dell'Arciconfraternita Estaurita del Santissimo Sacramento è una chiesa storica di Napoli, ubicata nel centro storico del quartiere Piscinola.

## Storia e descrizione
Sicuramente nel XVI secolo un gruppo di gesuiti fondarono nel luogo centrale del Casale di Piscinola, di fronte alla chiesa del Santissimo Salvatore, una chiesetta ed un oratorio per la diffusione della religione. La chiesa fu ampliata nel corso degli anni successivi, fino alle attuali dimensioni.
Nella prima metà del XVIII secolo, a causa di contenziosi sorti tra il Parroco di allora e l'Estaurita, che in essa trovava sede, la chiesa fu chiusa con dispaccio reale. Solo dopo la sua nuova fondazione e l'approvazione dello statuto, il re Ferdinando IV di Borbone autorizzò la riapertura della chiesa nel 18 agosto 1777. Scopo principale della nuova Arciconfraternita, eletta sotto il titolo del Santissimo Sacramento, era l'assistenza spirituale e la sepoltura dei confratelli iscritti, ma anche del popolo che lo richiedeva.
La chiesa si presenta con una sola navata con affreschi alle pareti laterali eseguiti agli inizi del XX secolo. Sull'altare maggiore è collocata una tela del XVIII secolo rappresentante la Madonna che ha in visione il Cristo risorto. Di notevole interesse è l'organo ligneo del XVIII secolo in ottimo stato di conservazione.
L'elemento storico-folcloristico caratteristico che contraddistingue l'Arciconfraternita del Santissimo Sacramento è l'abito storico indossato dagli adepti in occasione delle manifestazioni religiose pubbliche, come quella annuale del Corpus Domini, costituito da un saio bianco, con mantellina rosso-porpora ricamata in oro, laccio e collare rosso, con pendente in argento e con un vistoso cappuccio bianco, dai quali si intravedono solo gli occhi. Per le caratteristiche di questo abito, i soci vengono tuttora chiamati bonariamente dalla popolazione locale con il termine di paputi.